# 中野北站
中野北站（日语：／ Nakano-Kita eki */?）是位於長野縣中野市新井，長野電鐵的河東線（木島線）車站（廢站）。在2002年（平成14年）3月31日，隨著河東線部分區間廢線，此站也被廢除。
此站名稱中，於「中野」後方加上「北」字，是為了區分4年前吉田站改名為北長野站（當時為國鐵信越本線車站）。

## 歷史
- 1961年（昭和36年）1月11日 - 此站啟用[1]
- 2002年（平成14年）3月31日 -隨著河東線部分區間廢線，此站被廢除[1]

## 車站構造

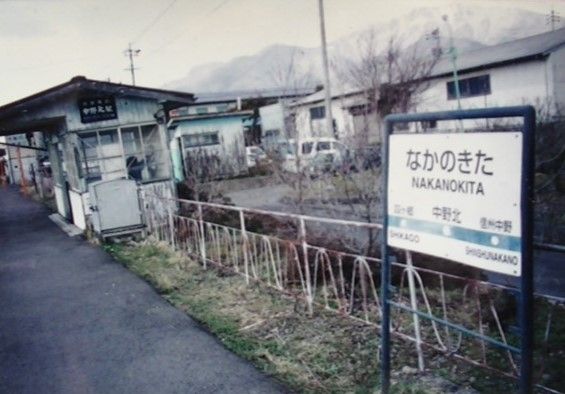
中野北站月台、站名牌、候車室（2002年3月）

截至車站廢除前，車站是一座地面車站，設有1面1線的單式月台。月台上設有簡單的候車室。曾經此站是有人車站。

## 相鄰車站
長野電鐵
河東線
信州中野－中野北－四鄉

## 注腳
1. 1 2 3 4 5 6  信濃毎日新聞社出版部. . 信濃毎日新聞社. 2011-07-24: 290. ISBN 9784784071647 （日语）.
2. ↑  鐵道雜誌 2020年10月號 p.114-117「消えた地方私鉄 晩年の日々（第8回）長野電鉄木島線」